# 1938 en Norvège
Chronologie de la Norvège
- 1934
- 1935
- 1936
- 1937
- 1938
- 1939
- 1940
- 1941
- 1942

Cet article présente les faits marquants de l'année 1938 en Norvège ou relatifs à la Norvège.

## Gouvernance
- Haakon VII est roi de Norvège.
- Johan Nygaardsvold dirige le gouvernement.

## Événements
- 24 juillet : déclaration de Copenhague (neutralité de la Belgique, du Luxembourg, des Pays-Bas, du Danemark, de la Norvège, de la Suède et de la Finlande)[1].

## Sport
- L'équipe de Norvège de football participe à sa première Coupe du monde lors de l'édition 1938 qui se tient en France du 4 juin 1938 au 19 juin 1938. Les Norvégiens sont éliminés au 1er tour, en étant battus par les champions du monde en titre italiens, sur un score de 2-1 après prolongations.
- Le Championnat de Norvège de combiné nordique 1938 se déroula à Mo i Rana, sur le Fageråsbakken. Le vainqueur fut Magnar Fosseide, suivi par le vice-champion sortant, Olav Lian, et par Sigurd Røen.

## Naissances
- Naissance en Norvège en 1938

## Décès
- Décès en Norvège en 1938